# Świstowa Góra
Świstowa Góra (słow. Svišťovky, 2070 m n.p.m.) – niewybitne wzniesienie w północno-wschodnim ramieniu Szerokiej Jaworzyńskiej (Široká) w słowackich Tatrach Wysokich. Wznosi się pomiędzy Świstowym Kopiniakiem (2195 m) na południu a Murowanym Koszarem (Košiar, 1870 m) na północnym wschodzie.
Jest zwornikiem, od którego wybiega na północ (z odchyleniem na północny zachód) szeroki grzbiet, oddzielający Dolinę Świstową Jaworzyńską (dolina Svišťoviek) od głównej gałęzi Doliny Szerokiej (Široká dolina). Po stronie wschodniej Świstowa Góra wznosi się nad Świstówką Jaworową – niewielkim, lewostronnym odgałęzieniem Doliny Jaworowej (Javorová dolina). Na wierzchołku znajduje się ułożony z kamieni kopczyk z drewnianymi tyczkami.
Na Świstową Górę wchodzono już w czasach przed rozwojem turystyki w Tatrach – byli to głównie pasterze i myśliwi. W XVIII wieku poniżej Świstowej Góry, w Dolinie Świstowej Jaworzyńskiej, prowadzone były prace górnicze – wydobywano tu rudy żelaza. Obecnie na wierzchołek nie prowadzi żaden szlak turystyczny, a cały masyw Szerokiej Jaworzyńskiej objęty jest ścisłą ochroną rezerwatową i nieudostępniony dla taternictwa.